# Caryota albertii
Caryota albertii är en enhjärtbladig växtart som beskrevs av Ferdinand von Mueller och Hermann Wendland. Caryota albertii ingår i släktet Caryota och familjen Arecaceae. Inga underarter finns listade i Catalogue of Life.